# گل چمچه‌ای
گل چمچه‌ای (نام علمی: spathyphylum) گیاهی همیشه سبز و دائمی از خانواده گل شیپوریان و بومی نواحی حاره در آمریکای جنوبی است. برگ‌های این گیاه به شکل نیزه و به رنگ سبز براق است و گل‌های کوچک آن روی سنبله‌ای استوانه‌ای و سفید رنگ قرار دارد که با یک برگ تغییر شکل یافته شبیه قاشق (اسپات) پوشیده شده‌است. این جنس دارای ۳۶ گونه از گیاهان همیشه سبز دائمی استثنایی است گونه مورد نظر بومی کلمبیا بوده و ارتفاع آن لبه ۲۵ تا ۳۰ سانتی‌متر می‌رسد. اسپاتی فیلوم دارای برگهای سبز براق به شکل نیزه‌ای است و گلهای کوچک آن روی سنبله سفید استوانه‌ای، ظاهر می‌شوند. این سنبله توسط اسپات سفید رنگ تخم مرغی شکل پوشیده شده و زمان گلدهی این گیاه اصولاً در تابستان است.

## اصول نگهداری
1. چمچه‌ای به نور متوسط، گرمای زیاد، خاک همیشه خیس، رطوبت ۵۰ تا ۹۰ درصد و خاک کمی اسیدی احتیاج دارد.
2. کود مورد نیاز این گیاه را می‌توان از کودهای مخلوط در آب به میزان ۲ گرم در لیتر، هر دوهفته یکبار، از فرودین تا مهر ماه، مورد استفاده قرار داد.
3. کود زیاد باعث قهوه‌ای شدن نوک برگها می‌شود. مخلوطی از خاک باغچه، خاک برگ با کمی ماسه برای این گیاه مناسب است.
4. گیاه چمچه‌ای در میان گیاهان آپارتمانی به دلیل اینکه از برگ‌های پهن برخوردار است، در فصل تابستان نیاز به آب فراوان دارد از این رو در فصول گرم سال به ۳ نوبت آبیاری و در مابقی ایام سال به ۱ تا ۲ نوبت آبیاری در هفته نیاز دارد.
5. اسپات فیلوم در فصول سرد سال نسبت به سرما حساس است از این رو باید دمای ۲۰تا ۲۵ درجه سانتی گراد برایش تأمین شود.
6. ازدیاد اسپات فیلوم از طریق تقسیم بوته در پاییز امکان‌پذیر است؛ البته در بعضی مواقع برگ‌های اسپات فیلوم دچار سوختگی می‌شود که یا از نور زیاد، گرما و تشنگی گیاه می‌باشد که با آّبیاری به موقع و همچنین تقویت برگ‌قاشقی با کود  یا کودهای مایع همچون زربال می‌توان این نقیصه را برطرف کرد.

## تکثیر
چمچه‌ای را می‌توانید با مراقبت زیاد، از اواسط تا اواخر بهار، تکثیر کنید. از توده‌های متراکم گیاه می‌توانید تعدادی گیاه جدید به دست آورید. خاک اطراف ریشه را کاملاً مرطوب کنید و به آرامی پاجوشهای موجود در کنار گیاه مادری را، که حداقل ۳ تا ۴ برگ دارند، جدا کنید. اگر تعداد برگها کمبود، سعی کنید آنها را درحالی‌که متصل به پاجوشهای بزرگتر هستند، جدا نمایید. برای قطع ریزوم‌ها، از چاقوی تیز استفاده کنید. سعی کنید هر گیاه جدید، همراه ریشه نیرومند و فعالی باشد. هریک را جداگانه در گلدانی با قطر دهانه ۱۱ سانتیمتر بکارید. گیاه جدید را برای چند هفته با کیسه پلاستیکی شفاف بپوشانید و وقتی رویش جدید آغاز گردید، پوشش را بردارید. گلدانها را در دمای ۲۰ تا ۲۱ درجه سانتیگراد و نور کافی قرار دهید و گاهی با آب ولرم مه پاشی کنید.
بیشتر پرورش دهنده‌های گل و گیاه بر این عقیده‌اند که برای گل دهی اسپات فیلوم باید شوکی به گیاه وارد کرد که این شوک به گونه‌های گوناگون به اسپات فیلوم وارد می‌شود از قبیل شوک سرمایی، شوک گرمایی که باعث تشنگی دادن به گیاه می‌شود یا اینکه ریشه‌های مویی برگ‌قاشقی توسط تکانیدن خاک مورد شوک قرار گیرد و بعد از این شوک‌ها اسپات فیلوم باید تحت کوددهی خوب قرار گیرد تا برای فصل گل دهی آماده شود. (از میان کودهای مختلف برای این موضوع می‌توان از کود  ۳۶ درصد نام برد)

## نگارخانه

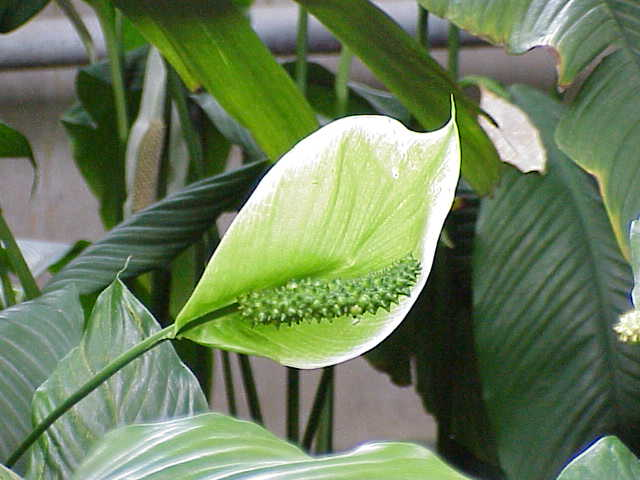
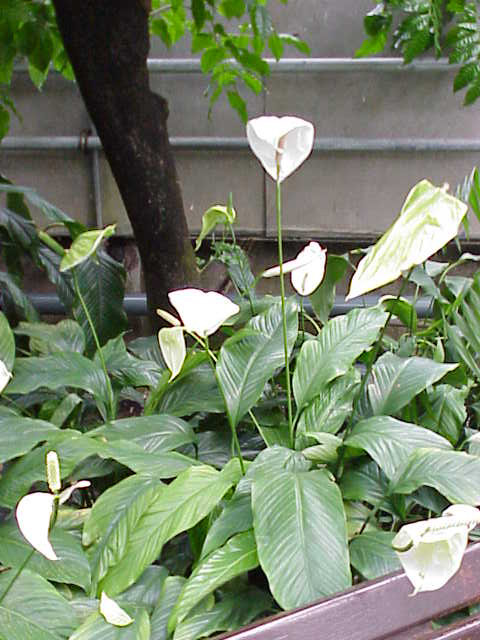
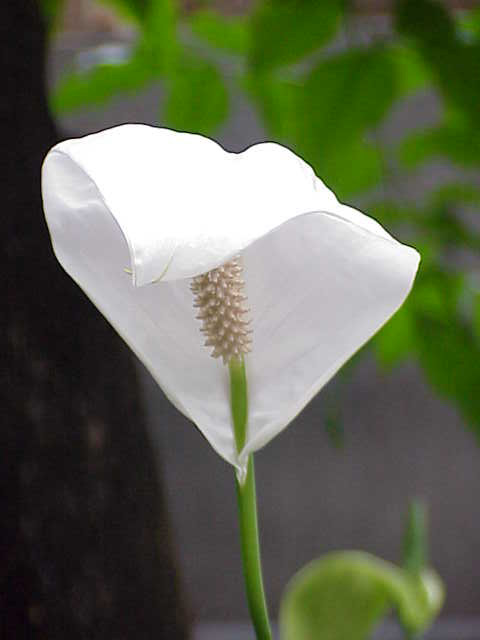
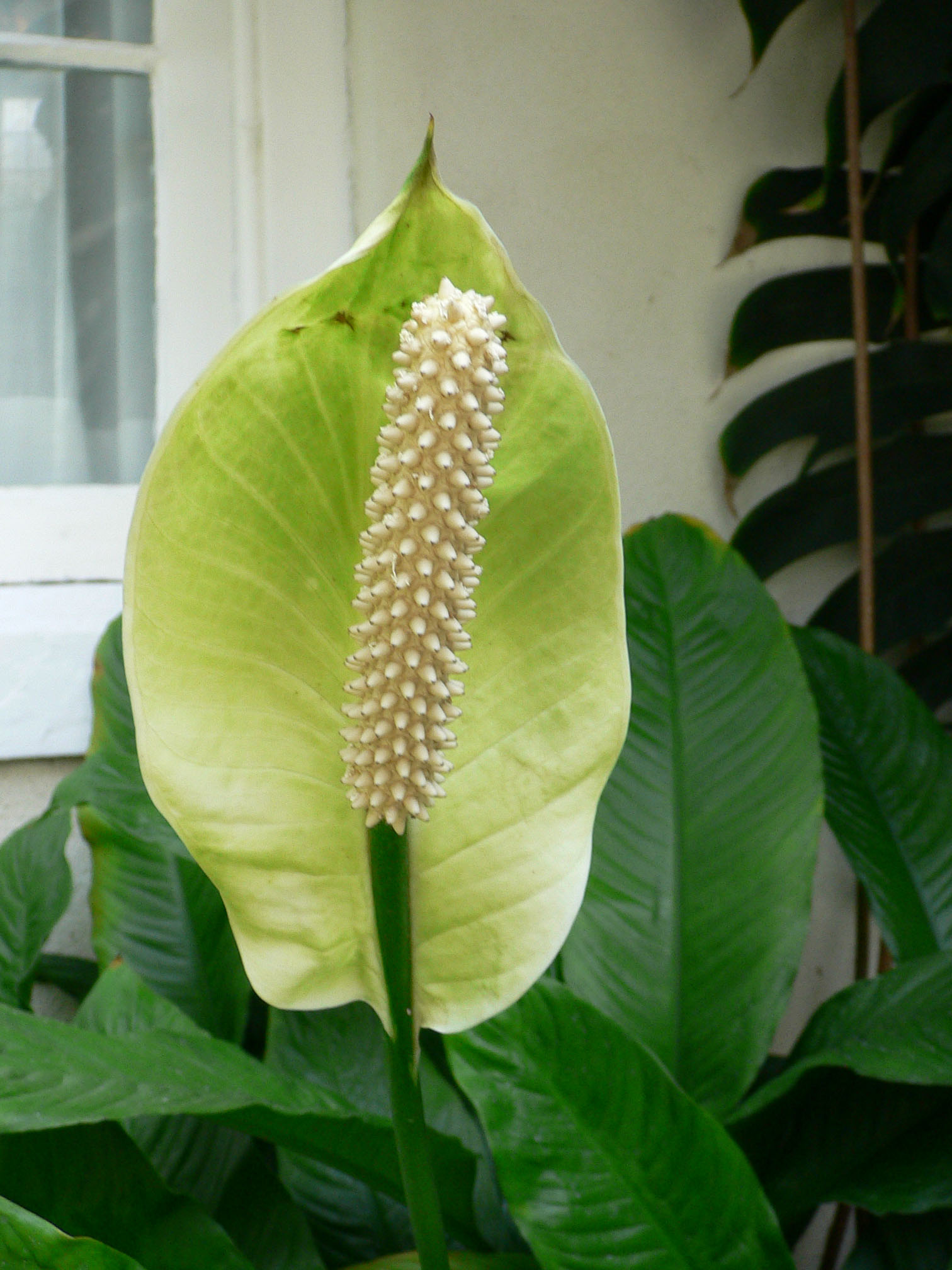
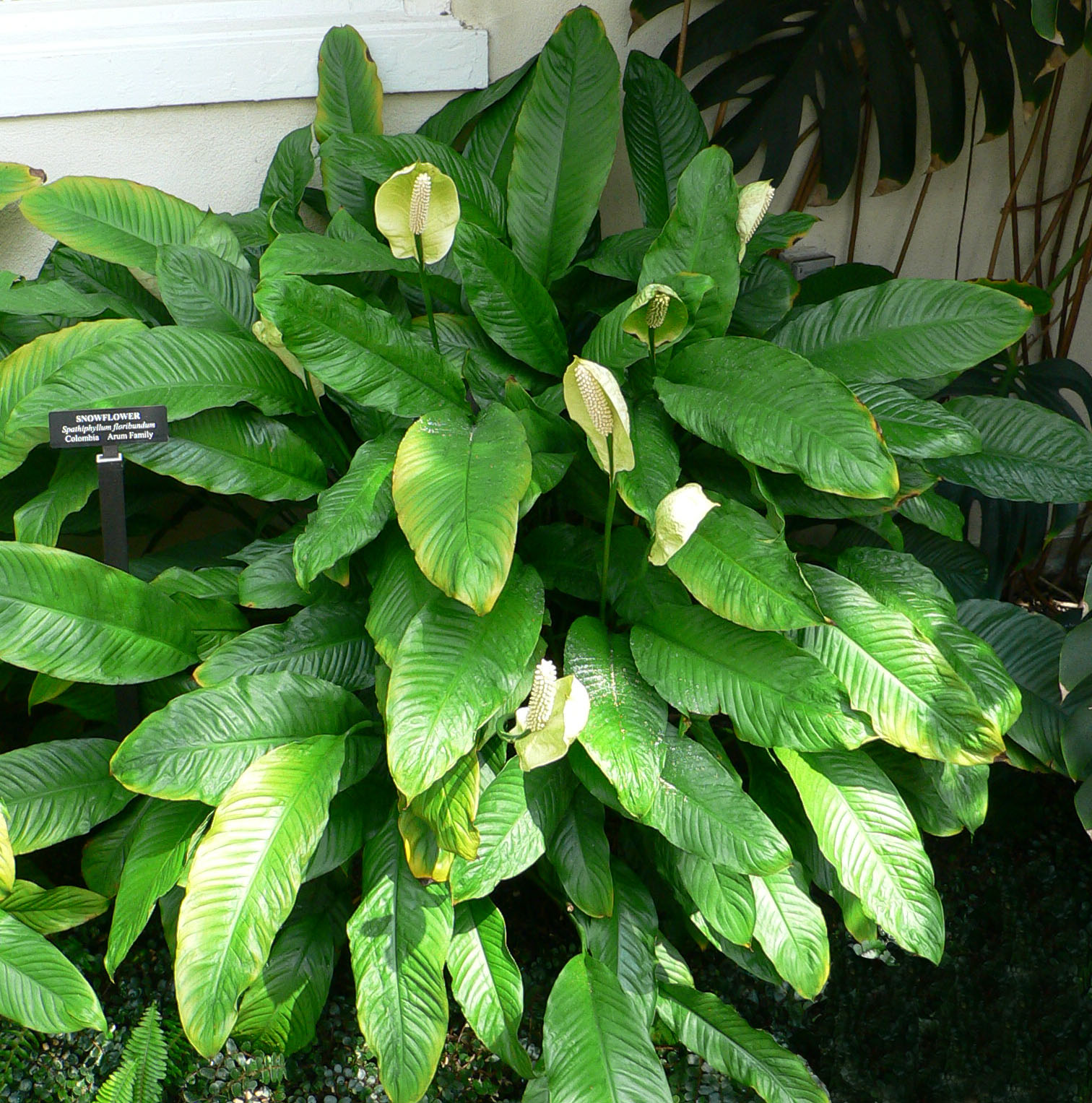